# Гампер Сергій Федорович
Сергій Федорович Гампер (1859, Маріуполь, Катеринославська губернія, Російська імперія — 9 лютого 1911, Маріуполь, Катеринославська губернія, Російська імперія) — український лікар та громадський діяч. Головний лікар маріупольської земської лікарні, гласний Маріупольської міської думи. Доктор медицини (1890).

## Життєпис
Народився 1859 року в Маріуполі. Його батько — судово-медичний експерт Фрідріх Вільгельмович Гампер.
Закінчив у 1882 році медичний факультет Харківського університету. З 1884 року працював у Олександрівській чоловічій гімназії, був завідувачем земської лікарні. Вів приватну медичну практику. Займався вивченням земської медицини у Катеринославській губернії. У лікарській практиці використовував концентрований розчин морських солей та грязь із узбережжя Азовського моря під час лікування хвороб опорно-рухової системи. Написав працю «До питання про вплив азотно-кислого стрихніна на отруєння шлунку», виданої в Санкт-Петербурзі 1890 року. Тоді ж здобув науковий ступінь доктора медицини.
Обіймав посаду гласного Маріупольської міської думи. Був попечителем Гоголівського початкового училища у Слобідці. Станом на 2017 рік на будівлі колишнього училища існував напис: «В цій будівлі знаходилося Гоголівське початкове училище. Попечителем училища до 1911 р. служив лікар Гампер С. Ф.» (рос. «В этом доме находилось гоголевское начальное училище. Попечителем училища до 1911 г. служил врач Гампер С. Ф.»).

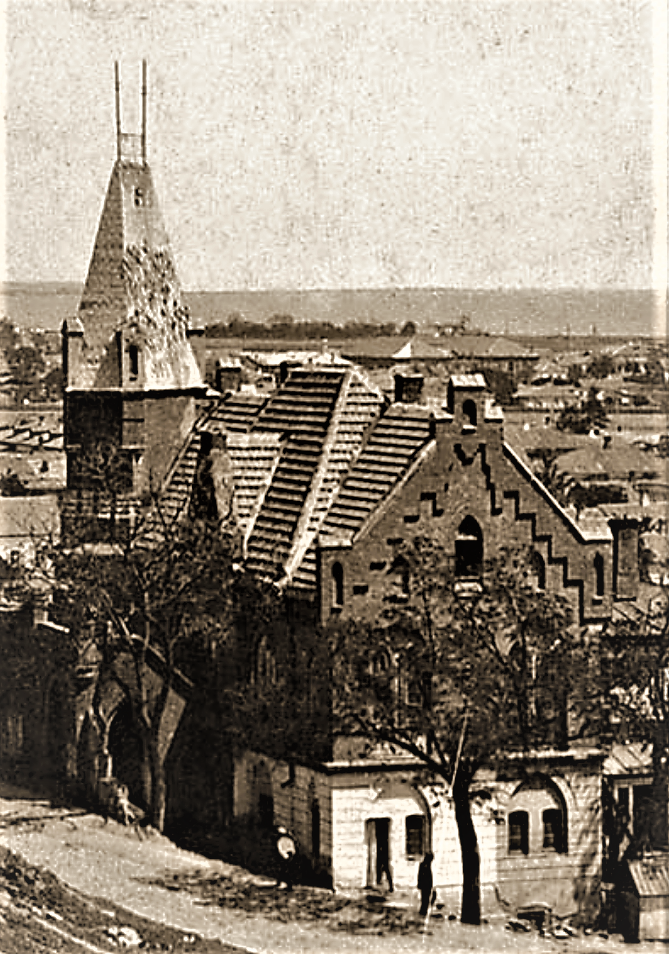

Жив і працював у будинку в неоготичному стилі на вулиці Земській.
Помер 9 лютого 1911 року.
Лікар Сергій Гампер був відомий на весь Маріуполь. Певний час місцеві називали вулицю, де він мешкав, Гамперівським узвозом.